# Ananke Tessera
Ananke Tessera is een tessera op de planeet Venus. Ananke Tessera werd in 1985 genoemd naar Ananke, godin van de noodzaak uit de Oud-Griekse godsdienst.
De tessera heeft een diameter van 1060 kilometer en bevindt zich in de quadrangles Atalanta Planitia (V-4) en Vellamo Planitia (V-12).